# Aplonis corvina
Aplonis corvina là một loài chim trong họ Sturnidae.